# Infecția tractului respirator
O infecție a tractului respirator (RTI) este oricare dintre un număr de boli infecțioase care implică tractul respirator. Infecția cu AnPAOK de acest tip este în mod normal clasificată în continuare ca infecție a tractului respirator superior (URI sau URTI) sau infecție a tractului respirator inferior (LRI sau LRTI). Infecțiile respiratorii inferioare, cum ar fi pneumonia, tind să fie boli mult mai grave decât infecțiile respiratorii superioare, cum ar fi răceala comună.

## Tipuri

### Infecția tractului respirator superior
Deși există un anumit dezacord în ceea ce privește limita exactă între căile respiratorii superioare și inferioare, tractul respirator superior este în general considerat a fi calea respiratorie deasupra glotei sau corzilor vocale. Aceasta include nasul, sinusurile, faringele și laringele.
Infecțiile tipice ale tractului respirator superior includ amigdalita, faringita, laringita, sinuzita, otita medie, anumite tipuri de gripă și răceala comună. Simptomele URI-urilor pot include tuse, dureri în gât, secreții nazale, congestie nazală, dureri de cap, febră de grad scăzut, presiune facială și strănut.

### Infecția tractului respirator inferior
Tractul respirator inferior este format din trahee (conducta vântului), tuburi bronșice, bronhiole și plămâni.
Infecțiile tractului respirator inferior sunt, în general, mai grave decât infecțiile respiratorii superioare. LRI-urile sunt principala cauză de deces în rândul tuturor bolilor infecțioase. Cele mai frecvente două LRI-uri sunt bronșita și pneumonia. Gripa afectează atât căile respiratorii superioare, cât și inferioare, dar tulpinile mai periculoase, cum ar fi H5N1 extrem de pernicioase, tind să se lege de receptorii adânci din plămâni.

## Legături externe
- Materiale media legate de Infecția tractului respirator la Wikimedia Commons